# Shelter (película de 2007)
Shelter es una película de temática homosexual protagonizada por Trevor Wright, Brad Rowe y Tina Holmes.
Ha ganado premios a mejor película en el 2009 en GLAAD Media Awards, mejor director y película narrativa favorita en el Seattle Lesbian & Gay Film Festival, y el premio al mejor largometraje elegida por el público en Vancouver Queer Film Festival.
Además, Shelter presenta el debut como director de Jonah Markowitz, quien escribió también el guion.

## Argumento
Zach (Trevor Wright) es un joven artista de 22 años que vive en la ciudad de San Pedro, California, que ha abandonado sus sueños de estudiar en la escuela de artes a causa del nacimiento del hijo de su hermana Jeanne (Tina Holmes) lo que le lleva a trabajar para mantener y ser el padre adoptivo de su sobrino Cody (Jackson Wurth) que en el tiempo en que transcurre la película ya ha cumplido 5 años. Trabaja de cocinero en un restaurante de comidas rápidas y en su tiempo libre sale a patinar, pintar murales, practicar surf y salir con su mejor amigo Gabe (Ross Thomas) cuando él se encuentra en la ciudad, así como salir con su exnovia Tori (Katie Walder).
Cuando el hermano mayor de Gabe, Shaun (Brad Rowe ), vuelve a casa para curar un caso de bloqueo como escritor a causa de una relación fallida, Zach y Shaun desarrollan una estrecha amistad. Shaun alienta a Zach para tomar el control de su vida y llevar a cabo su ambición de ir a CalArts y mientras más cercana se vuelve su amistad, ésta se va convirtiendo en un romance. Por su lado Shaun, creará un fuerte vínculo con Cody.
Jeanne se entera de que Zach ha estado pasando gran parte de su tiempo libre con Shaun y le advierte que Shaun es gay y que mantenga Cody lejos de él. Aunque su hermana se muestra reacia a aceptar que Zach pueda ser gay, tanto Gabe y Tori al momento de enterarse de su relación con Shaun, lo apoyarán. Sin embargo, la relación de Zach con Shaun se termina a causa de que Zach pone primero su obligación de mantener a su familia frente a su relación con Shaun y su deseo de perseguir sus propios sueños.
Shaun secretamente envía la aplicación de Zach a CalArts, y Zach recibe una beca completa. Cuando el novio de Jeanne, Alan (Matt Bushell) consigue un trabajo en Portland se mudará con Jeanne dejando a Cody con Zach. Zach se ve obligado a decidir entre poner primero a los demás y dejar de lado sus propios sueños —como lo ha hecho siempre— o luchar por sus propios ideales y metas. Finalmente decide mudarse al apartamento de Shaun con Cody para estudiar en CalArts y seguir adelante con su carrera artística al mismo tiempo que él y Shaun cuidan y crían a Cody.

## Elenco
- Trevor Wright como Zach.
- Brad Rowe como Shaun.
- Tina Holmes como Jeanne.
- Jackson Wurth como Cody.
- Ross Thomas como Gabe.
- Katie Walder como Tori.
- Albert Reed como Billy.
- Joy Gohring como Ellen.
- Matt Bushell como Alan.
- Caitlin Crosby como Shari.

## Producción
Shelter cuenta con música original del cantante Nashville y el compositor Shane Mack, entre otros.
La obra de arte se muestra en la película fue el trabajo del artista Ryan Graeff, cuyo arte de la calle aparece en toda la región y se publica en la revista The Restitution Press.
La película fue filmada en 21 días principalmente en San Pedro (Los Ángeles) y Laguna Beach (California), con escenas adicionales en Bel-Air (Los Ángeles) y Malibu, California.  Un punto visual durante toda la película es el puente Vincent Thomas en el puerto de Los Ángeles.

## Lanzamiento
Shelter se estrenó el 16 de junio de 2007 en el 31.er Frameline Film Festival en San Francisco y se proyectó en salas de cine hasta el 24 de julio de 2008.
La película fue lanzada en DVD el 27 de mayo de 2008 en los Estados Unidos y el 11 de agosto de 2008 en el Reino Unido. El DVD incluye comentarios de la producción por el escritor y director Jonás Markowitz y los actores Trevor Wright y Brad Rowe.

## Banda sonora
| Pista | Título                 | Artista                            |
| ----- | ---------------------- | ---------------------------------- |
| 1/14  | Lie To Me              | Shane Mack                         |
| 2/14  | More Than This         | Shane Mack                         |
| 3/14  | Reflections            | Todd Hannigan                      |
| 4/14  | Darkness Descends      | Matthew Popieluch                  |
| 5/14  | No One's Home          | Brett Cookingham & Matt Pavolaitis |
| 6/14  | Time To Time           | Stewart Lewis                      |
| 7/14  | Teenage Romanticide    | Dance Yourself To Death            |
| 8/14  | What Do You Believe In | The Vengers                        |
| 9/14  | Zach Conflicted        | J. Peter Robinson                  |
| 10/14 | I Like That            | Shane Mack                         |
| 11/14 | Pirate Sounds          | Matthew Popieluch                  |
| 12/14 | Take The Long Way Home | Shane Mack                         |
| 13/14 | Goin' Home             | Bill Ferguson                      |
| 14/14 | Sad Montage            | J. Peter Robinson                  |

## Premios
- GLAAD Media Awards: Ganadora, Mejor Película - edición limitada de 2009.
- Seattle Lesbian & Gay Film Festival: Ganador, Mejor Nuevo Director (Markowitz Jonás), 2007.
- Seattle Lesbian & Gay Film Festival: Ganadora, Película Narrativa favoritas de 2007.
- Vancouver Queer Film Festival: Ganadora, al Mejor Largometraje elegido por el público de 2007.
- Tampa Gay & Lesbian Film Festival – Ganadora, Mejor Actor Trevor Wright, 2007.
- Tampa Gay & Lesbian Film Festival – Ganado, Premio del Público a la Mejor Fotografía (José Blanco), 2007.
- Philadelphia International Gay & Lesbian Film Festival – Ganado, Premio Especial del tiempo por el director (Jonás Markowitz), 2007.
- Dallas OUT TAKES – Ganadora, Mejor Película de 2007.
- Outfest – Ganadora, Mejor película dramática de HBO Primera (Markowitz Jonás), 2007.
- Melbourne Queer Film Festival – Ganadora, Selección Premio del Público a la Mejor Película de 2007.